# Astragalus brevipes
Astragalus brevipes är en ärtväxtart som beskrevs av Aleksandr Andrejevitj Bunge. Astragalus brevipes ingår i släktet vedlar, och familjen ärtväxter. Inga underarter finns listade i Catalogue of Life.